# Feliksas Bieliauskas
Feliksas Bieliauskas (ur. 13 lutego 1914 we wsi Mažiškė w rejonie szakowskim, zm. 13 listopada 1985 w Wilnie) – litewski działacz komunistyczny, polityk Litewskiej SRR.

## Życiorys
W 1932 wstąpił do nielegalnej KPL, w latach 1940–1942 był I sekretarzem KC Komsomołu Litwy, od 9 lutego 1941 do 20 stycznia 1976 członkiem KC Komunistycznej Partii (bolszewików) Litwy/Komunistycznej Partii Litwy, następnie (1942–1943) był szefem Wydziału Politycznego 16 Litewskiej Dywizji Piechoty. W 1944 ponownie był I sekretarzem KC Komsomołu Litwy, kolejno w latach 1944–1945 szefem Wydziału Politycznego 50 Dywizji Piechoty w stopniu pułkownika Armii Czerwonej, między 1945 a 1946 sekretarzem Komitetu Miejskiego KP(b)L w Kownie. W latach 1946–1950 II sekretarzem, a w latach 1950-1951 I sekretarzem Komitetu Miejskiego KP(b)L w Wilnie. Od 11 czerwca 1950 16 lutego 1954 wchodził w skład Biura KC KP(b)L/KPL, a od 1952 do 19 lutego 1952 w Sekretariacie KC KP(b)L, od 26 kwietnia 1951 do 16 marca 1955 zajmował stanowisko przewodniczącego Rady Najwyższej Litewskiej SRR. Od 1952 do maja 1953 był I sekretarzem Komitetu Obwodowego KP(b)L/KPL w Wilnie. Kolejno w latach 1953–1954 kierował Wydziałem Organów Partyjnych KC KPL, w 1954 był I zastępcą przewodniczącego Rady Najwyższej Litewskiej SRR, a w latach 1957-1963 I sekretarzem Komitetu Miejskiego KPL w Wilnie. Od 15 lutego 1958 do 7 grudnia 1962 ponownie był członkiem Biura KC KPL, od lipca 1964 do 1973 przewodniczącym Komitetu ds. Prasy przy Radzie Ministrów Litewskiej SRR, a od 1973 do końca życia szefem Głównego Zarządu Archiwów Rady Ministrów Litewskiej SRR.